# 50 особа које су највише допринеле Евролиги у кошарци
50 особа које су највише допринеле Евролиги су биле изабране 3. фебруара 2008. у Мадриду, Шпанија, приликом прославе педесете годишњице од оснивања ФИБА купа европских шампиона, такмичења које је званично признато као претходник данашње Евролиге.
Списак чини 50 најбољих свих времена (унутар тих 50 година): 35 најбољих играча, 10 најбољих тренера и 5 најбољих судија. Списак садржи и номиноване за сваку категорију.

## 35 најбољих играча Евролиге свих времена
- Србија:
  - Радивој Кораћ (1953-69)
  - Дражен Далипагић (1971-91)
  - Владе Дивац (1985-05)
  - Александар Ђорђевић (1985-05)
  - Предраг Даниловић (1987-00)
  - Дејан Бодирога (1990-07)
- Италија:
  - Алдо Осола (1962-80)
  - Дино Менегин (1966-94)
  - Мајк Д'Антони (1969-90)
  - Пјерлуиђи Марцорати (1970-91, 2006)
  - Антонело Рива (1977-02)
- Шпанија:
  - Емилијано Родригез (1958-1973)
  - Клифорд Луик (1958-78)
  - Вејн Брабендер (1965-85)
  - Хуан Антонио Корбалан (1971-91)
  - Хуан Антонио Сан Епифанио (1976-95)
- Хрватска:
  - Крешимир Ћосић (1964-83)
  - Дражен Петровић (1979-93)
  - Дино Рађа (1984-03)
  - Тони Кукоч (1985-06)
- Грчка:
  - Никос Галис (1975-95)
  - Панајотис Јанакис (1976-96)
  - Фрагискос Алвертис (1990-09)
  - Теодорос Папалукас (1995-2013)
- САД:
  - Волтер Сербијак (1967-84)
  - Боб Морс (1968-86)
  - Боб Макаду (1969-93)
  - Ентони Паркер (1993-тренутно)
- Литванија:
  - Арвидас Сабонис (1981-05)
  - Шарунас Јасикевичијус (1994-2014)
- Русија:
  - Сергеј Белов (1964-80)
- Босна и Херцеговина:
  - Мирза Делибашић (1972-83)
- Израел:
  - Мики Беркович (1971-95)
- Аргентина:
  - Емануел „Ману“ Ђинобили (1996-тренутно)
- Мексико:
  - Мануел „Маноло“ Рага (1963-77)

### Остали номиновани играчи
- САД:
  - Мајлс Ејкен (1960-70)
  - Бил Бредли (1961-71)
  - Чарли Јелвертон (1968-80)
  - Олси Пери (1970-85)
  - Брус Флауерс (1975-87)
  - Лари Рајт (1975-88)
  - Кларенс Кеј (1976-94)
  - Кевин Маги (1977-94)
  - Оди Норис (1978-94)
  - Корни Томпсон (1978-96)
  - Доминик Вилкинс (1979-99)
  - Мајкл Јанг (1980-96)
  - Џони Роџерс (1981-04)
  - Џо Арлаукас (1983-00)
  - Дејвид Риверс (1984-01)
  - Дерик Шарп (1990-тренутно)
  - Маркус Браун (1992-тренутно)
  - Тајус Едни (1993-тренутно)
- Хрватска:
  - Јосип Ђерђа (1958-76)
  - Миховил Накић-Војновић (1974-88)
  - Александар „Ацо“ Петровић (1979-92)
  - Велимир Перасовић (1984-03)
  - Стојан „Стојко“ Вранковић (1985-02)
  - Никола Вујчић (1995-тренутно)
- Србија:
  - Зоран „Мока“ Славнић (1963-83)
  - Драган Кићановић (1966-84)
  - Жарко Варајић (1969-84)
  - Зоран Савић (1986-02)
  - Жељко Ребрача (1991-07)
  - Жарко Паспаљ (1982-99)
- Шпанија:
  - Рафаел Рулан (1969-88)
  - Ингасио „Начо“ Солозабал (1975-92)
  - Фернандо Мартин (1979-89)
  - Жорди Виљакампа (1980-97)
  - Хуан Карлос Наваро (1997-тренутно)
- Италија:
  - Карло Рекалкати (1967-79)
  - Роберто Брунамонти (1975-96)
  - Валтер Мањифико (1980-01)
  - Рикардо Питис (1984-04)
- Русија:
  - Генадиј Вољнов (1956-73)
  - Јуриј Корнејев (1957-66)
  - Владимир Андрејев (1962-75)
  - Анатолиј Мишкин (1972-86)
- Литванија:
  - Валдемарас Хомичијус (1978-00)
  - Римас Куртинаитис (1982-06)
  - Артурас Карнишовас (1989-02)
  - Саулијус Штомбергас (1991-07)
- Француска:
  - Ришар Дакури (1976-98)
  - Стефан Островски (1979-05)
  - Антоан Ригодо (1987-05)
- Словенија:
  - Иво Данеу (1956-70)
  - Јуриј „Јуре“ Здовц (1987-03)
  - Матјаж Смодиш (1994-тренутно)
- Израел:
  - Тал Броди (1961-77)
  - Моти Ароешти (1973-88)
  - Дорон Ђамши (1984-00)
- Летонија:
  - Маигонис Валдманис (1949-63)
  - Валдис Муижнијекс (1951-69)
  - Јанис Круминш (1954-69)
- Грчка:
  - Панајотис Фасулас (1981-99)
  - Димитрис Дијамантидис (1999-тренутно)
- Украјина:
  - Владимир Ткаченко (1973-92)
  - Александар Волков (1983-96)
- Црна Гора:
  - Душко Ивановић (1980-96)
- Турска:
  - Ибрахим Кутлај (1991—2008)
  - Мирсад Туркџан (1994-2012)
- Македонија:
  - Петар Наумоски (1989-04)
- Чешка Република:
  - Јиржи Зидек ст. (1962-83)
- Јерменија:
  - Арменак Алачачијан (1952-68)
- Аргентина:
  - Луис Скола (1996-тренутно)

## 10 најбољих тренера Евролиге свих времена
- Србија:
  - Александар „Аца“ Николић (1954-84)
  - Душан „Дуда“ Ивковић (1978-2017)
  - Божидар „Божа“ Маљковић (1979-тренутно)
  - Желимир „Жељко“ Обрадовић (1991-тренутно)
- Шпанија:
  - Педро Ферандиз (1957-75)
  - Мануел „Лоло“ Саинз (1972-00)
- Русија:
  - Александар Гомељски (1954-91)
- САД:
  - Ден Питерсон (1963-87)
- Италија:
  - Еторе Месина (1989-тренутно)
- Израел:
  - Пини Гершон (1992-тренутно)

### Остали номиновани тренери
- Италија:
  - Чезаре Рубини (1947-74)
  - Алесандро „Сандро“ Гамба (1973-91)
  - Валерио Бјанкини (1974-06)
- Србија:
  - Ранко Жеравица (1958-03)
  - Светислав Пешић (1982-тренутно)
- Хрватска:
  - Мирко Новосел (1967-93)
  - Жељко Павличевић (1985-тренутно)
- Шпанија:
  - Аито Гарсија Ренесес (1974-тренутно)
- Грчка:
  - Јанис Јоанидис (1978-04)
- Израел:
  - Ралф Клајн (1976-96)

## 5 најбољих судија Евролиге свих времена
- Бугарска: Артеник Арабаџијан
- Русија: Михаил Давидов
- Словачка: Лубомир Котлеба
- Француска: Иван Маинини
- Грчка: Костас Ригас

### Остале номиноване судије
- Србија: Обрад Белошевић
- Финска: Карл Јунгебранд
- Мађарска: Ервид Касаи
- Пољска: Вишеслав Зих
- Литванија: Ромуалдас Бразаускас
- Шпанија: Педро Ернандез-Кабрера
- УК: Дејвид Тарнер